# タトラ・T57
タトラ・T57（Tatra T57）は、チェコスロバキアの企業タトラによって1932年から製造された一連の2ドアコンパクトカーである。"Hadimrška"（ハディムルシュカ。素早い小さなトカゲの意味）の愛称で広く知られている。
タトラは1936年に57A、1938年に57Bへとモデルを更新した。軍用の57K（Kübelwagen用）は1941年に導入された。1945年までに5千台以上のタトラ製キューベルワーゲンが製造された。
全てのモデルが、中央の構造管中にドライブシャフトが入った特徴的な背骨型シャシを持つ。
タトラは57Kの生産を1947年に、57Bを1949年に終了した。これにより、タトラはコンパクトカーの製造から撤退した。1948年以降は排気量2リットルのT600がタトラ社の最も小さなモデルとなった。

## 歴史

### 57
1931年に導入されたタトラ・type 57はタトラ・12の後継モデルである。同じ流線型のフロントのスタイリングを引き継いでいる。排気量1155 cc、出力18 HP（13.2 kW）、フォーク角180°のオーバーヘッドファン冷却式4気筒V型エンジン（180度V型エンジン）を搭載していた。燃費は100キロメートル当たり8から10リットルである。4人乗りセダン、4人乗りコンバーチブル、2人乗りコンバーチブルが提供された。全て2ドア仕様であった。

### 57A
1935年、タトラはType 57を57Aにモデルチェンジした。オープンフロントグリルのデザインがより従来型に変更された。1,155 ccエンジンの出力は20 hpに増大した。ボディは新しくなり、より大型のタトラ・T75と似たラジエータグリルが装着された。商用バン版が提供された。

### 57B
1938年、Type 57Aから57Bへのモデルチェンジが行われた。この新モデルでは、エンジンの排気量が1,256 ccに拡大され、出力は25 hpに向上した。

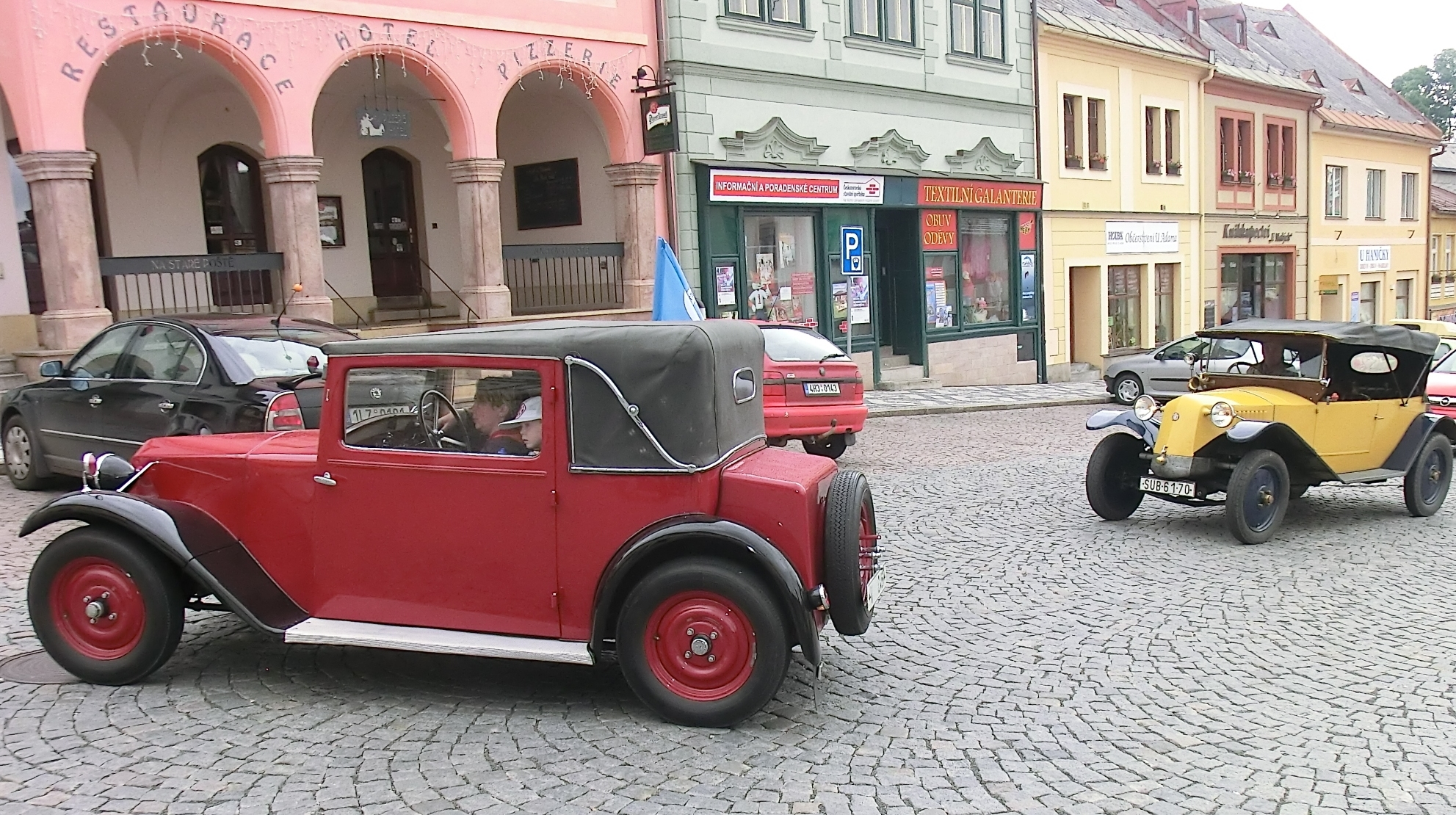
タトラ・T57とタトラ・T11（英語版）
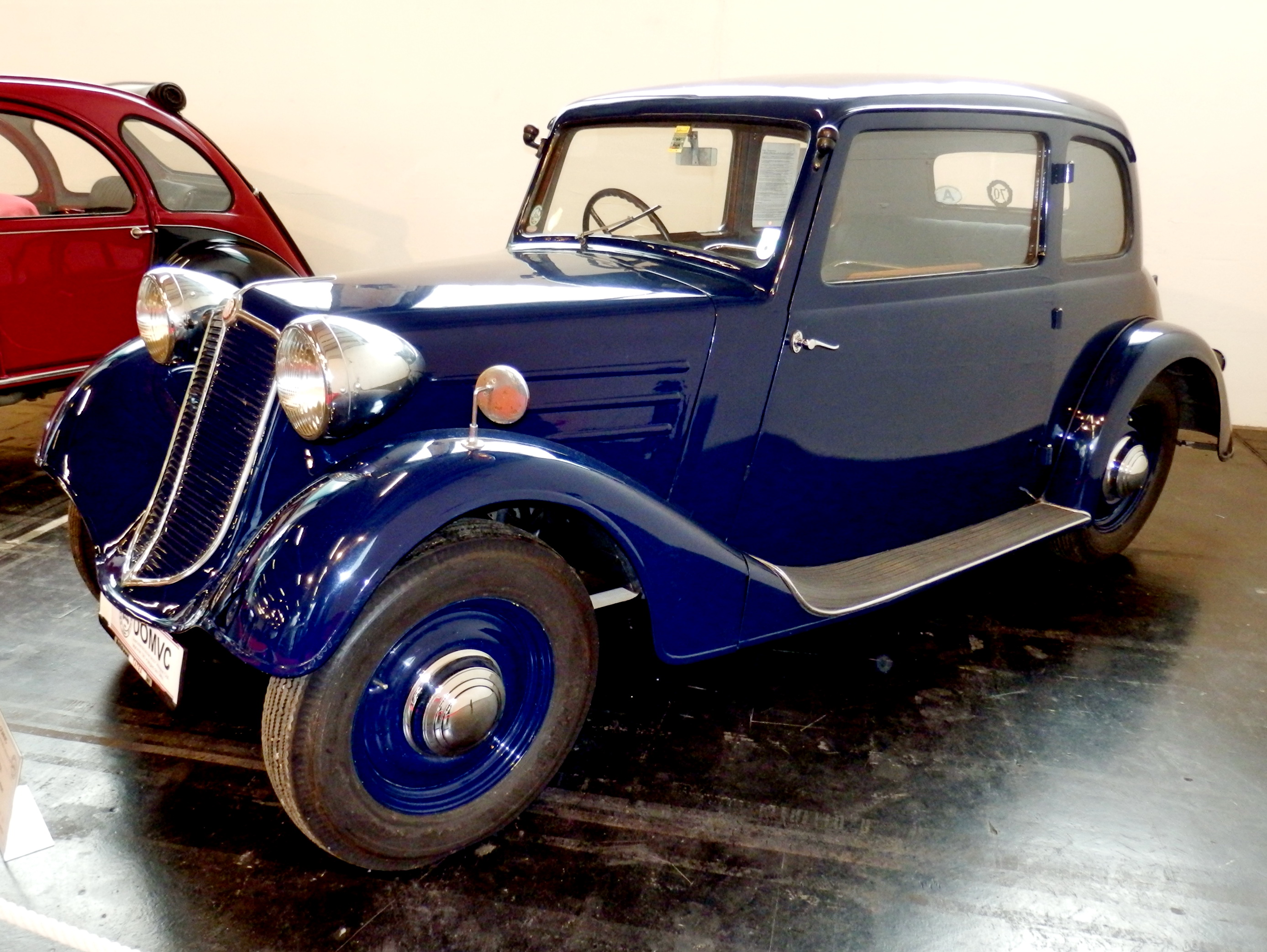
タトラ・T57A
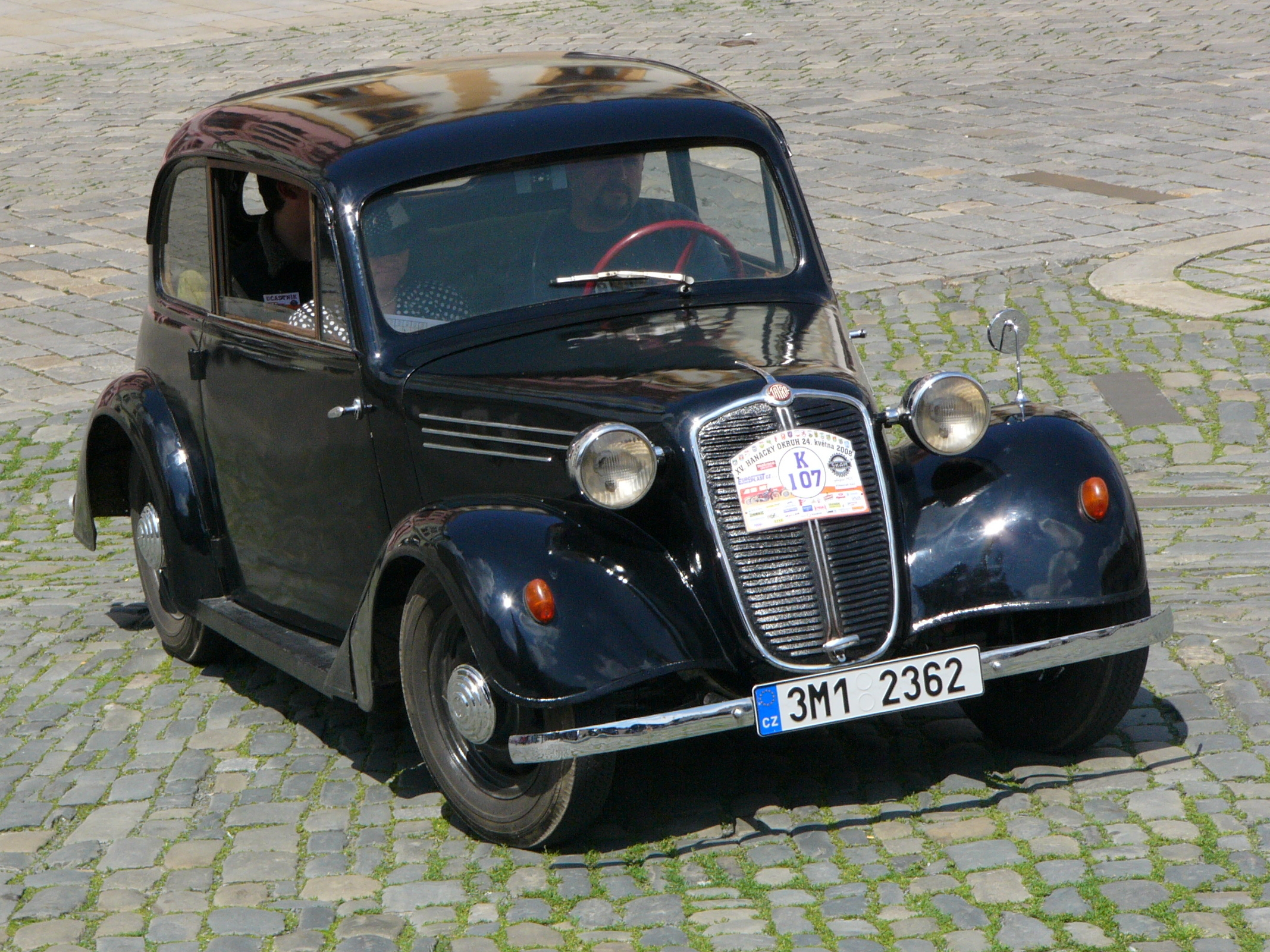
タトラ・T57B
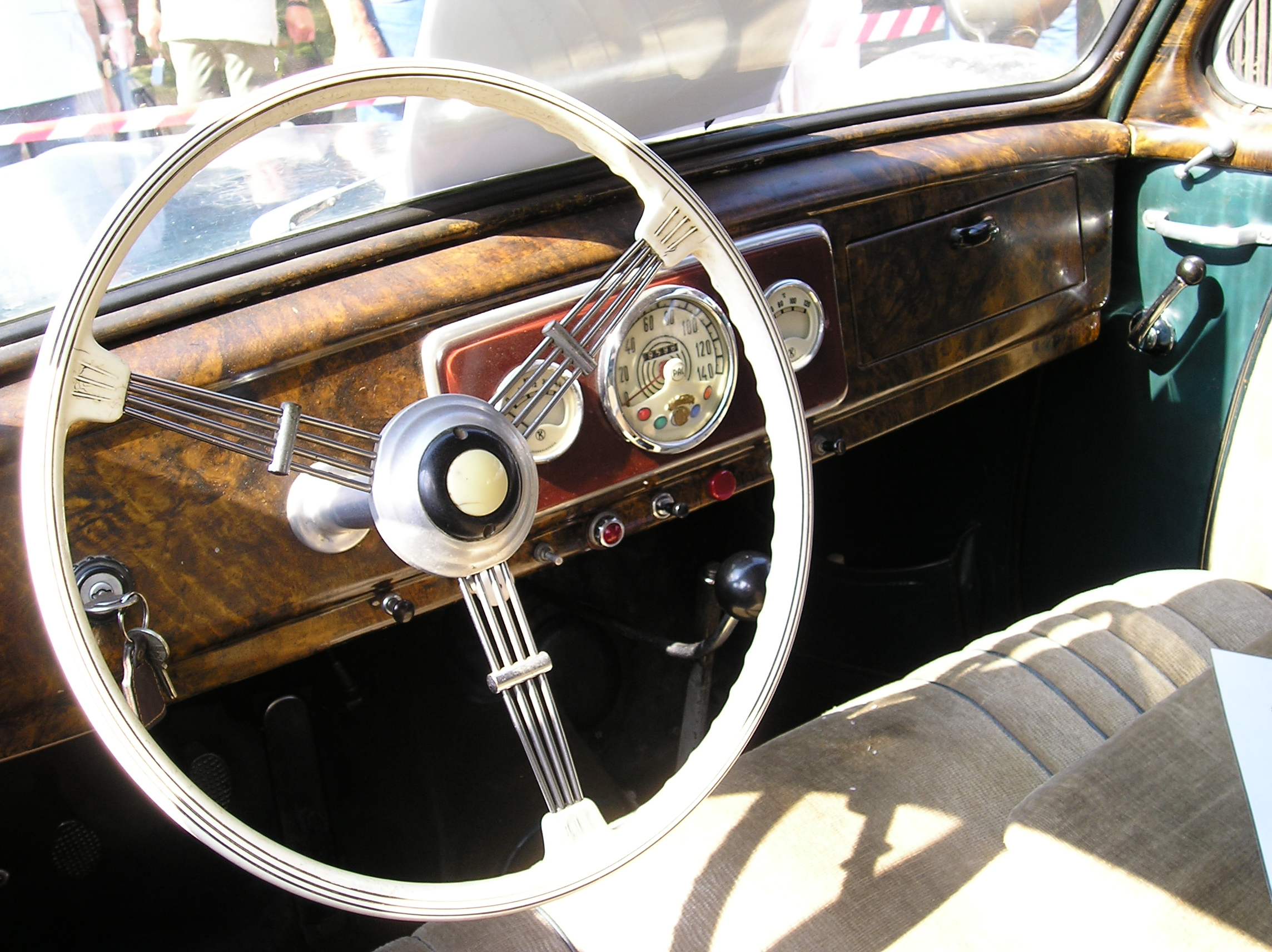
T57Bの内装

### 57K
1941年、タトラは57Kキューベルワーゲンを追加した。これは第二次世界大戦においてドイツ国防軍が使用した軍用「4ドア」コンバーチブルである（正式名称は"Leichter Personenkraftwagen"（小型人員輸送車） (le. Pkw.) Tatra 57K）。ドイツの仕様で製造され、最低地上高は上がり、1,256 ccエンジンは23馬力に低性能化された。
1941年から1945年まで、タトラは5,415台のタトラ・T57Kを製造した。これらは、ナチスの警察部隊によって頻繁に使われた。このモデルの製造はさらに1947年まで続いた。

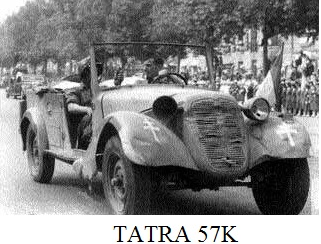
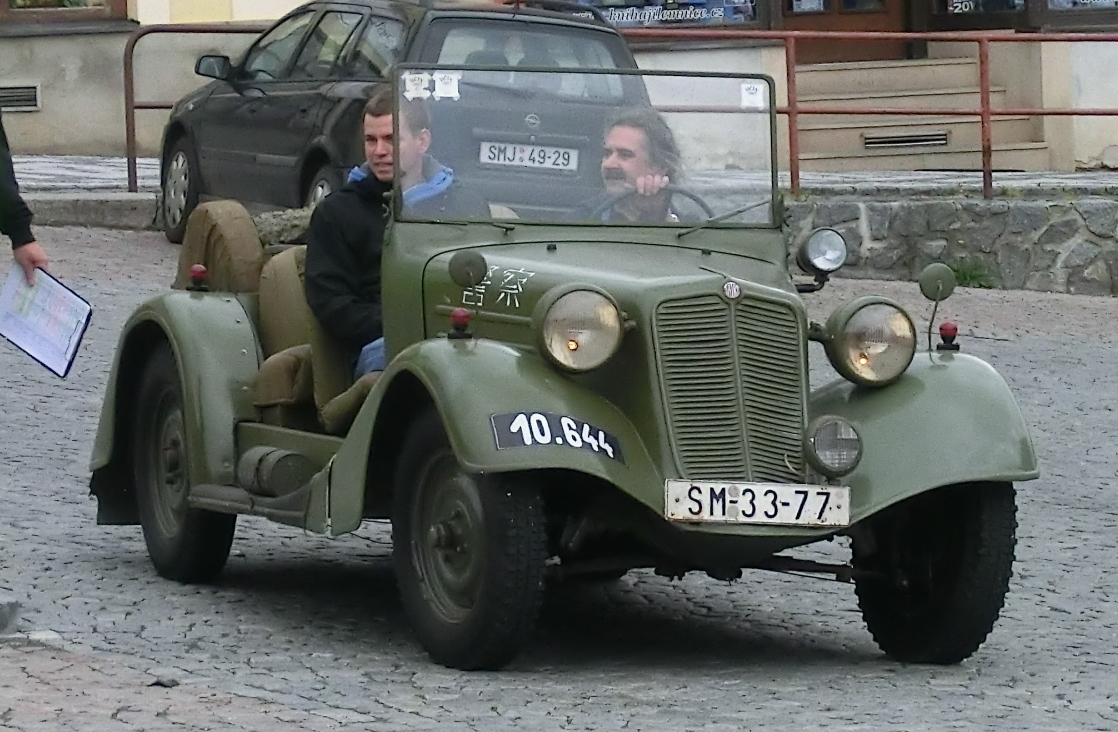
ドアなしのキューベルワーゲン車両
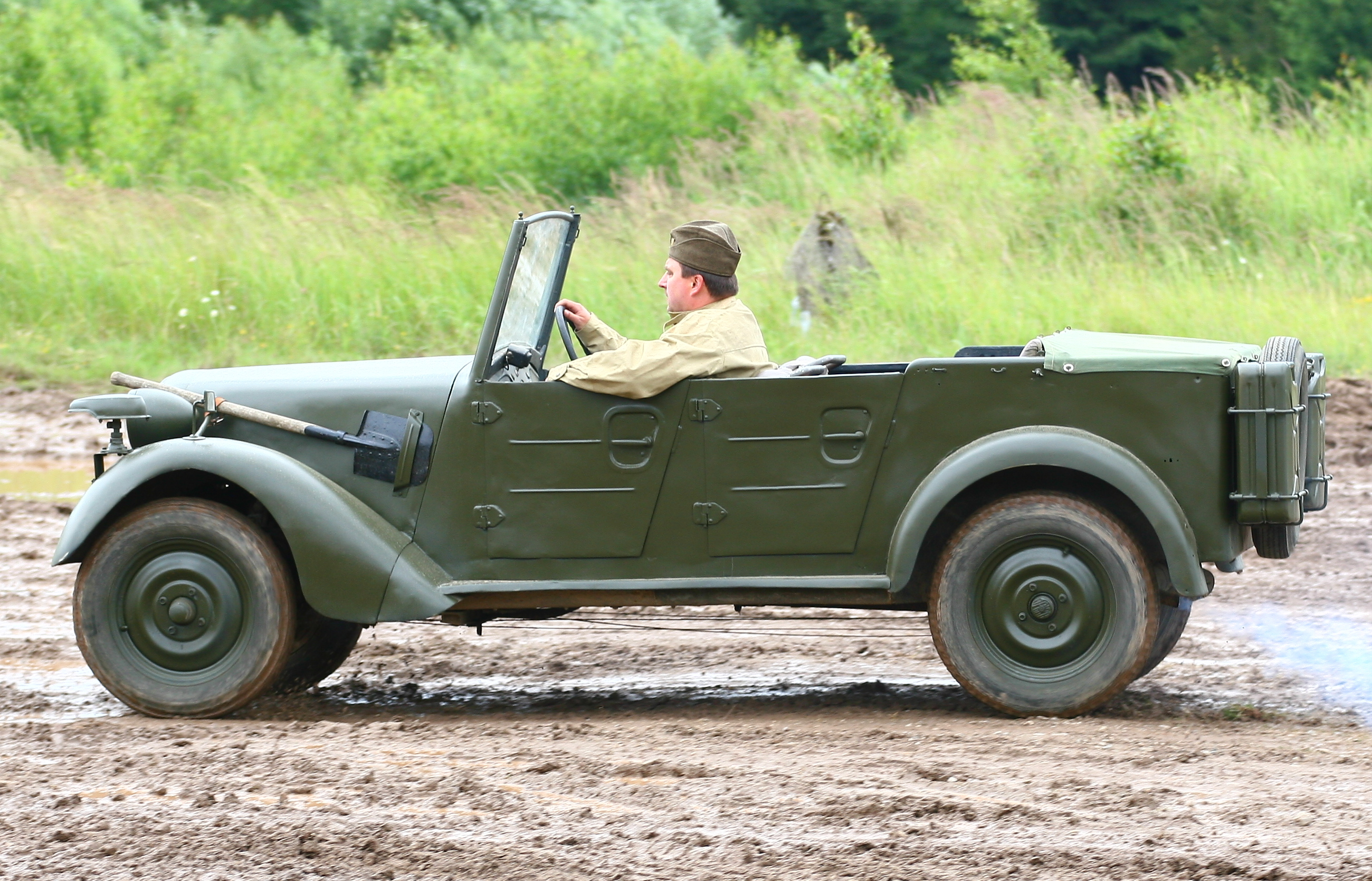
通常仕様の4ドアT57K